# 森本弘策
森本 弘策（もりもと こうさく）は幕末～明治期の武士（幕臣）・官僚。

## 人物
蝦夷共和国で千代田形の艦長を務めた。箱館戦争中の明治2年4月29日夜、千代田形は榎本艦隊の一隻として函館湾の守りを固めたが、弁天台場付近で座礁。乗員の反対を押し切り、艦の放棄を決断し総員退艦した後、満潮になって、船は離礁、新政府軍に捕獲され、榎本武揚は森本を兵卒に降格する処分を下している。明治期は、開拓使付属船の雷電丸、函館丸の船長、海員審判官などを務めた。